# Piatra Corbului (Dumitrița)
Piatra Corbului este o arie protejată de interes național ce corespunde categoriei a IV-a IUCN (rezervație naturală de tip paleontologic), situată în nord-estul Transilvaniei, pe teritoriul județului Bistrița-Năsăud.

## Localizare
Aria naturală se află în extremitatea estică a județului Bistrița-Năsăud, la limita vestică a Munților Călimani (grupă muntoasă aparținând lanțului carpatic al Orientalilor) în bazinul Văii Budacului, pe teritoriul administrativ al comunei Dumitrița (satul Budacu de Sus).

## Descriere
Rezervația naturală a fost declarată arie protejată prin Legea Nr.5 din 6 martie 2000 (privind aprobarea Planului de amenajare a teritoriului național - Secțiunea a III-a - zone protejate, publicată în Monitorul Oficial al României, Nr.152 din 12 aprilie 2000) și se întinde pe o suprafață de 5 hectare. Aceasta este inclusă în situl de importanță comunitară Cușma.
Pe cursul superior al Văii Budacului, în apropiere de locul numit „Piatra Corbului”, se găsește un izvor, într-o ruptură la zi. Aici apare un pachet de marne în structura cărora au fost identificate mai multe speci de faună fosilă atribuită pliocenului și o bogată asociație de ostracode. Cercetată de către paleontologi, asociația de ostracode este formată în cea mai mare parte din specii cu cochilia fină, netedă, cu o conservare mijlocie, la care se adaugă forme de valve mai groase, puternic ornamentate și mai bine păstrate. Din această asociație unele grupuri ca: Leptocythere și Loxoconcha sunt caracteristice, în general, mediului marin cu salinitate normală, totuși unele specii, printre care și acelea găsite pe Valea Budacului, sunt „eurihaline”, astfel se explică prezența lor aici alături de Cyprideis (caracteristic domeniului lagunar cu salinitate clar diminuată în raport cu aceea mării) și mai ales alături de Candona labiata, ai cărui reprezentanți sunt îndeosebi de apă dulce, puțin sărată. Această microfaună de ostracode fosile arată afinități cu cea din baza pliocenului din regiunea Castell’Arquato (Italia), din ponțianul din Moravia, Croația, etc., și evocă un bazin salmastru, martor al unui vechi bazin marin regresiv.
Aria protejată reprezintă un abrupt stâncos format din piroclaste rezultate în urma multiplelor procese de eroziune (acțiunea aerului prin îngheț-dezgheț, temperatură; acțiunea apei prin spălare, șiroire) și gravitaționale (surpare, prăbușire). Peretele prezintă formațiuni vulcanocarstice (grote și goluri), formațiuni erozionale, martori de eroziune și tufuri vulcanice. 
Stâncăriile Pietrii Corbului oferă condiții prielnice de cuibărire corbului comun (Corvus corax); o specie de pasăre protejată la nivel european (prin Directiva CE 147/CE din 30 noiembrie 2009 - privind conservarea păsărilor sălbatice) și aflată pe lista roșie a IUCN. 